# Veiga do Pumar
Veiga do Pumar (llamada oficialmente A Veiga do Pumar) es un poblado español situado en la parroquia de Momán, del municipio de Cospeito, en la provincia de Lugo, Galicia.

## Demografía
| Gráfica de evolución demográfica de Veiga do Pumar entre 2000 y 2023 |
|                                                                      |
| Datos según el nomenclátor publicado por el INE.                     |